# Anacamptoneurum obliquum
Anacamptoneurum obliquum är en tvåvingeart som beskrevs av Becker 1903. Anacamptoneurum obliquum ingår i släktet Anacamptoneurum och familjen fritflugor. Inga underarter finns listade i Catalogue of Life.